# Ciega, Sordomuda
"Ciega, Sordomuda" là bài hát của nữ ca sĩ người Colombia Shakira, trích từ album phòng thu thứ hai của cô, Dónde Están los Ladrones?.